# Michel Nozière
 (juillet 2013).
Si vous disposez d'ouvrages ou d'articles de référence ou si vous connaissez des sites web de qualité traitant du thème abordé ici, merci de compléter l'article en donnant les références utiles à sa vérifiabilité et en les liant à la section « Notes et références ».
Pour les personnes ayant le même patronyme, voir Nozière.
Michel Nozière, né le 3 janvier 1949 à Roubaix (Nord), est président du directoire Voix du Nord Investissement S.A., devenue le 23 juillet 2015 Groupe La Voix.

## Biographie
Après une formation d'ingénieur en informatique et un doctorat en sciences et gestion, Michel Nozière exerce différentes fonctions au 1er janvier 2020 : Président-Directeur Général de La Voix du Nord SA, Directeur Général du groupe Rossel La Voix S.A, président du conseil d’administration de la Société du journal L'Union, président de la SAS La Voix Conseil, président de la SAS New pole cap, coordinateur général de la SAS Rossel France investissement, directeur général délégué de la SAS L'Est Éclair, directeur délégué de la SAS L'Ardennais, administrateur de Rossel & Cie SA, de la société Le Courrier Picard et de la Société L'Aisne nouvelle.

### Carrière
Chargé de cours d'informatique et de gestion dans plusieurs universités et grandes écoles de Lille (Nord) (1971-1977), conseiller auprès de la direction du quotidien Nord Éclair (1971-1975), attaché de direction à la Socpresse (1975-1981), il est directeur du quotidien Nord Éclair en 1981-1982.
De 1982 à octobre 1993, il dirige Presse Nord SA (éditrice du quotidien Nord Matin) et préside Nord Éclair SA.
Membre de la commission internationale et du marché commun devenue (1995) la commission internationale et de l'Union européenne de la Fédération nationale de la presse française (FNPF) (1988-1996), il est président directeur général de L'Ardennais SA de mars 1992 à mai 1997 et président du conseil d'administration de la Société du journal L'Union de mai 1993 à mai 1997.
Président directeur général des Éditions des Dernières nouvelles d'Alsace SA (septembre 1993-avril 1997), directeur général de Ouest-France SA (mars 1997-juillet 2000) et parallèlement gérant de Precom et de la Société d'impression de Grand-Lieu (SIGL), il est à compter de juillet 2000 le PDG de Progrès SA (société éditrice des quotidiens Le Progrès et La Tribune de Saint-Étienne) et parallèlement administrateur de la SA Le Dauphiné Libéré, du Bien Public, du Journal de Saône et Loire.
D'octobre 2002 à février 2007, PDG de Voix du Nord Investissement holding du groupe La Voix du Nord et jusqu'en décembre 2005 du holding Delaroche (holding commun au Progrès, au Dauphiné Libéré, aux Journaux de Saône et Loire et au Bien Public), il préside en juillet 2004 le conseil d'administration de La Voix du Nord SA.
Directeur de la presse quotidienne régionale du groupe Socpresse (Groupe Delaroche, Groupe La Voix du Nord, Groupe des Journaux de l’Ouest (Presse Océan, Courrier de l’Ouest, Le Maine Libre, L’Éclair, Vendée Matin) et du pôle hippique (Paris Turf, Week End) et des imprimeries de province (Rhône Offset Presse, Loire Offset Presse, Nancy Print) (septembre 2004-décembre 2005), depuis février 2007 il est le Président du directoire de la SA Voix du Nord Investissement (holding du groupe La Voix du Nord) devenue le 23 juillet 2015 Groupe Rossel La Voix SA.
Le 1er juin 2016, il devient président-directeur général de la SA La Voix du Nord et directeur général du Groupe Rossel La Voix SA.